# Galice
El galice /ɡəˈliːs/ o galice-applegate, és una llengua atapascana extingida parlada antigament pels pobles galice i applegate (Nabiltse) del sud-oest d'Oregon. Era parlada a "Galice Creek i el riu Applegate, tributaris del riu Rogue al sud-oest d'Oregon. Hi havia almenys dos dialectes distints, però només el dialecte de Galice Creek està ben documentat."
És una de les llengües del grup atapascà d'Oregon (Tolowa–Galice) de les Llengües atapascanes de la costa del Pacífic.

## Fonologia
|            |             | Labial | Alveolar | Palato-alveolar /palatal | Velar | Labializada velar | Glotal |
| ---------- | ----------- | ------ | -------- | ------------------------ | ----- | ----------------- | ------ |
| Nasal      | Nasal       | m      | n        |                          |       |                   |        |
| Oclusiva   | unaspirated | p      | t        |                          | k     | kʷ                | ʔ      |
| Oclusiva   | aspirada    |        | tʰ       |                          | kʰ    | kʷʰ               |        |
| Oclusiva   | ejectiva    |        | tʼ       |                          | kʼ    | kʷʼ               |        |
| Africada   | unaspirated |        | t͡s t͜ɬ    | t͡ʃ                       |       |                   |        |
| Africada   | aspirada    |        |          | t͡ʃʰ                      |       |                   |        |
| Africada   | ejectiva    |        | t͡sʼ      | t͡ʃʼ                      |       |                   |        |
| Fricativa  | Fricativa   |        | ɬ z      | ʃ                        |       |                   | h ʍ    |
| Aproximant | Aproximant  |        | l        | j                        |       | w                 |        |

Les vocals són [ɪ], [ɛ], [a], i [o]. Aquestes vocals poden aparèixer en grups i poden ser llargues.
El galice també té diverses regles pel que fa a la posició de les consonants. Per exemple, les africades mai poden acabar amb un mot, i tampoc és possible que /z/, /m/, o /j/. D'altra banda, alguns grups de consonants es troben només al final del mot, per exemple /mʔ/, /ʔʃ/ i /ʔɬ/.

## Morfologia
Els morfemes en galice es poden posar en una de quatre categories: mots, prefixos, posposicions i enclítics. Els prefixos poden ser derivatius o gramaticals, on el derivatiu ajuda a fer una base de la paraula i gairebé sempre en forma de CV. Els prefixos gramaticals són menys comuns, però tenen més flexibilitat en la seva forma
El galice té tres classes principals de paraules: substantius, verbs i articles. Els substantius només poden ser declinats per al possessiu i en aquest cas s'afegeix un prefix. Els verbs poden ser declinats per persona i nombre per a verbs neutres i addicionalment per als aspectes en els verbs actius i passius. Els substantius poden ser en quatre tipus diferents: un substantiu simple, que és un sol morfema; noms complexos, que tenen una seqüència aparent; verbs nominalitzats; i compostos, que contenen dos (i de vegades tres) bases de substantiu en qualsevol de les altres tres categories.
Els verbs en galice es componen d'un mot precedit per un o més prefixos gramaticals i cap o més prefixos derivatius. Hi ha 10 posicions en una forma verbal i cadascun només pot ser omplert per tipus específics de prefixos i poden no omplir-se en absolut.
| Posició Número | prefix                                                                               |
| -------------- | ------------------------------------------------------------------------------------ |
| Posició 1      | Pronom (pot romandre buit i no pot passar sense la posició 2)                        |
| Posició 2      | posposició (pot romandre buit i no pot passar sense la posició 1)                    |
| Posició 3      | prefix derivatiu (pot romandre buit)                                                 |
| Posició 4      | Tercera persona del plural                                                           |
| Posició 5      | pronominal (en el cas del verb intransitiu), pronom d'objecte (amb intransitives)    |
| Posició 6      | prefix derivatiu (pot romandre buit)                                                 |
| Posició 7      | prefixos aspectivals (quan està buit, el verb està en imperfecte)                    |
| Posició 8      | Tema pronom (excepte en la posició 5, quan forma verbal buida és en tercera persona) |
| Posició 9      | Classificadors (elsverbs sense aquest prefix es troben a la classe zero)             |
| Posició 10     | Mot al·lomorf                                                                        |

## Nombre i persona

### Nombre
El nombre no és marcat habitualment en el substantiu. Els que ho són tendeixen a ser termes de parentiu i estan marcats amb els enclítics -yoo o -kee.

### Persona
El galice té primera, segona i tercera persona. La primera i segona persones del singular i plural es marquen en la posició 8. La tercera persona no està marcada en singular, però sí en plural, es marca en la posició 4 per -haa o ¬hii-. La primera persona del singular és marcada per š- en tots els casos. La primera persona del plural es pot marcar amb id- o i- depenent de la classe del verb. La nasalització es produeix en la posició 8 quan denota segona persona del singular, mentre que la segona persona del plural es pot marcar amb oʔo-, ʔa-,ʔe-, o ʔo- depenent del prefix anterior.

## Verbs classificatoris
El galice compta amb un nombre relativament moderat de prefixos de classificació per al seus mots verbal. En té 7 classes. En galice el prefix de classe es produeix just abans que l'arrel del verb, en la posició nou.
| Nombre de classe | Significat                                                                       |
| ---------------- | -------------------------------------------------------------------------------- |
| I                | Un sol objecte rodó                                                              |
| II               | Un objecte llarg i prim                                                          |
| III              | Afegir a ésser vivent (humà o animal)                                            |
| IV               | Afegir a envàs amb contingut                                                     |
| V                | Afegir a la tela com a objecte                                                   |
| VI               | Diversos objectes, una massa, diverses persones o un objecte similar a una corda |
| VII              | Afegir a objecte com un paquet                                                   |